# Hugo de Cluny
Hugo de Cluny, dito o Grande, foi o sexto abade de Cluny desde 1049 até à sua morte. Foi uma das figuras mais marcantes do seu tempo, vindo a ser canonizado pela Igreja Católica.
Terá sido recebido nessa abadia por Santo Odilon aos 16 anos e sucedeu-lhe no ofício de abade superior aos 25 anos, que governou por 62 anos.
Serviu a nove Papas, foi conselheiro de imperadores, reis, bispos e superiores religiosos.
Era descendente da família dos duques da Borgonha, e parente próximo do conde D. Henrique de Portucale.

## Vida e obras
Foi filho de Damásio de Semur (c. 995 — 1048), barão de Semur, senhor do Castelo de Semur-en-Brionnais na comuna francesa de Semur-en-Brionnais em Saône-et-Loire e de Aremberga da Borgonha.
Ele construiu a terceira igreja da abadia em Cluny, a maior estrutura da Europa por muitos anos, com recursos doados por Fernando I. Hugo foi também a força que movia o movimento monástico cluníaco durante o quarto final do século XI, fundando priorados por todo o sul da França e o norte da Espanha. A relação de Hugo com Fernando I e com Alfonso VI do Reino de Leão e Castela, assim como a sua influência sobre o papa Urbano II, que tinha sido prior na Abadia de Cluny sob Hugo, fez dele um dos mais importantes e poderosos homens do final do século XI. Como padrinho de Henrique IV, ele também teve um papel de mediador durante o conflito entre o papa Gregório VII e o imperador, sem sucesso.